# Sadio Gassama
Sadio Gassama es un político de Malí, ministro de Seguridad Interior y Protección Civil y Brigadier General. Leal a Amadou Toumani Touré, es uno de los principales dirigentes del gobierno de Malí tras el golpe de Estado de 2012.